# Robert Braet
Robert Braet est un footballeur international belge, né le 11 février 1912 à Sint-Kruis, Bruges (Belgique) et mort le 23 février 1987.
Il a été le gardien de but du Cercle Bruges KSV avec lequel il a joué 352 matches de championnat. Il a joué avec l'équipe première dès l'âge de 17 ans. Il est champion de Belgique en 1930.
Il a joué aussi 14 fois pour l'équipe de Belgique. Il a été présélectionné pour la Coupe du monde en 1938 en France.
Sa carrière de joueur terminée, il devient membre du conseil d’administration du Cercle et sera même Président des Verts et Noirs en 1967.

## Palmarès
- International de 1931 à 1938 (14 sélections)
- Présélectionné à la Coupe du monde 1938 (ne joue pas)
- Champion de Belgique en 1930 avec le Cercle Bruges KSV